# 安養院 (三郷市)
安養院（あんよういん）は、埼玉県三郷市にある真言宗豊山派系の単立寺院。

## 歴史
1610年（慶長15年）、阿闍梨頼珍によって開山された。その後、1772年（明和9年）に法印観道によって中興された。
明治初期に、後の三郷市立彦成小学校となる小学校が開校されている。かつては真言宗豊山派に所属していたが、現在は単立寺院となっている。
当院の境内にはイチョウの大木がある。この樹木は三郷市の天然記念物に指定されている。その実は正月三が日に家族の人数分を持ち帰って食べることで、その年の無病息災を祈ることになっている。そのことから、別名「厄除け大銀杏」と呼ばれている。

## 文化財
- 大銀杏（三郷市指定天然記念物 昭和50年2月19日指定）[3]

## 交通アクセス
- 吉川駅より徒歩26分。